# 시사라이브 7
《시사라이브 7》은 KBS대구방송총국에서 방송하는 텔레비전 프로그램이다.

## MC
- 정재환

## 동시간대 경쟁 프로그램
- 돌아온 복단지, MBC 뉴스데스크 (대구MBC)
- 테마스페셜, SBS 8 뉴스 (TBC)